# Magnus Manske
Heinrich Magnus Manske (Colonia, 24 de mayo de 1974) es un científico alemán del Wellcome Trust Sanger Institute en Cambridge, Reino Unido y desarrollador de software de una de las primeras versiones del software MediaWiki, que sirve de plataforma para la Wikipedia.

## Trayectoria
Manske nació en Colonia, Alemania. Estudió bioquímica en la Universidad de Colonia y se graduó en 2006 con un doctorado; su tesis fue una herramienta de código abierto para biología molecular llamada GENtle.
Como estudiante, fue uno de los primeros colaboradores de la enciclopedia de Internet Nupedia, precursora de Wikipedia. Más tarde escribió una de las primeras versiones del software MediaWiki en el cual funciona Wikipedia. Trabaja en Cambridge con el Instituto Wellcome Trust Sanger desde abril de 2007, pero sigue activo en el desarrollo de herramientas para Wikipedia y sus proyectos hermanos Wikidata y Wikimedia Commons.
En 2012, fue coautor de un artículo publicado en Nature que demostró nuevas formas de identificar áreas donde los parásitos de la malaria están evolucionando y describió técnicas para mapear la resistencia a los medicamentos contra la malaria. Los investigadores desarrollaron una técnica para extraer el ADN del parásito de la malaria directamente de la sangre, lo que minimiza los errores en la secuenciación.

## Desarrollo de MediaWiki
Como estudiante, fue uno de los colaboradores más activos en el proyecto Nupedia, enviando contenido sobre temas de biología y desarrollando herramientas y extensiones para Nupedia. Más tarde, descontento con las limitaciones del software existente, desarrolló una de las primeras versiones de lo que luego se convirtió en MediaWiki. Su nueva versión del software se instaló en 2002.
El software wiki que se utilizó inicialmente para Wikipedia se llamó UseModWiki y fue escrito en Perl. Con los problemas que empezaron a presentarse a medida que Wikipedia crecía, en el verano de 2001, Manske comenzó a trabajar en un reemplazo para UseModWiki que estaría respaldado por una base de datos y contendría «características específicas de Wikipedia». El 25 de enero de 2002, lanzó la primera versión de un MySQL –basado PHP motor del wiki–, denominada Fase II.  Una innovación que implementó en Fase II fue el uso de espacios de nombres para separar diferentes tipos de páginas, como el espacio de nombres «Discusión» o «Usuario», que lo distinguía del software wiki más antiguo que no tenía espacios de nombres diferentes. Fase II también introdujo una serie de características que aún están presentes, como la carga de archivos, listas de seguimiento, firmas automáticas y la lista de contribuciones de los usuarios. La reescritura que realizó también facilitó la integración de las fotografías en los artículos de Wikipedia, y creó un nuevo grupo de usuarios administradores, con la capacidad de eliminar páginas y bloquear vandalismos.
Manske es partidario del código abierto, más específicamente de la licencia GPL. Su trabajo en las primeras versiones de MediaWiki se publicó bajo la licencia GPL.
El software Fase II tuvo problemas de carga a medida que Wikipedia seguía creciendo, por lo que Lee Daniel Crocker hizo otra reescritura, lo que llevó a la Fase III, que se utilizó desde junio de 2002 y desde 2003 se llamó «MediaWiki». El software resultante MediaWiki ahora se usa como la plataforma central para Wikipedia y muchos proyectos hermanos de Wikimedia, así como en muchas organizaciones e instituciones. 
Manske continuó desarrollando extensiones para MediaWiki y las herramientas utilizadas para construir Wikipedia y sus proyectos hermanos, incluidas las herramientas para mapear las categorías de membresía, calcular intersecciones de categoría e importar imágenes de Flickr a Commons.  También desarrolló la extensión Cite, que trajo una sintaxis similar a XML a la gestión de citas.

## Reconocimiento
Manske es reconocido como el creador en 2001 del primer artículo en la Wikipedia alemana, sobre la reacción en cadena de la polimerasa.
En 2002, Jimmy Wales nombró el 25 de enero como Día de Magnus Manske en honor a sus contribuciones a la Wikipedia, proclamando que «esta noche en la cena, todos los wikipedistas deben brindar por Magnus y sus muchos inventos». Larry Sanger, en sus memorias sobre la historia de los inicios de Wikipedia, destacó las contribuciones de Manske al proyecto y atribuyó el éxito final de Wikipedia a un grupo central de actores en el que Manske tuvo un papel importante:

Wikipedia comenzó con un puñado de personas, muchas de ellas de Nupedia. La influencia de los nupedianos fue crucial desde el principio. Pienso, especialmente, en el incansable Magnus Manske (que trabajó en el software para ambos proyectos), nuestra acosadora residente Ruth Ifcher y el muy inteligente programador de póker Lee Daniel Crocker, por nombrar algunos... Aun así, porque el proyecto comenzó con estas buenas personas, y pudimos adoptar, explicar y promover buenos hábitos y políticas para las personas más nuevas. Las raíces nupedianas del proyecto ayudaron a desarrollar una comunidad sólida, funcional y exitosa.
Larry Sanger

 Manske, junto con otros, fue reconocido como un importante contribuyente a MediaWiki por la USENIX Advanced Computing Technical Association en 2010, cuando MediaWiki y la Fundación Wikimedia fueron galardonados con un premio STUG (Grupo de Usuarios de Herramientas de Software).
Manske sigue involucrado en el proyecto.